# Луций Емилий Мамерк
Луций Емилий Мамерк (на латински: Lucius Aemilius Mamercus) e политик на ранната Римска република и три пъти консул през 5 век пр.н.е.
Мамерк произлиза от клон Мамерк на патрицианската фамилия Емилии. Той е баща на Тиберий Емилий Мамерк (консул 470 пр.н.е.).
През 484 пр.н.е. е за пръв път консул с колега Кезо Фабий Вибулан. През 478 пр.н.е. става за втори път консул и колега му е Гай Сервилий Структ Ахала. По време на втория си консулат Емилий Мамерк сключва мир с жителите на конкурентния град Вейи. Тъй като преди това не е искал разрешение от сената, му е отказано триумфално шествие. Мамерк е за трети път консул през 473 пр.н.е., колега му е Вописк Юлий Юл. Емилий Мамерк е говорител и застъпник в сената за земеделския закон на Спурий Касий Вецелин.